# Basilobelba insularis
Basilobelba insularis är en kvalsterart som beskrevs av Sandór Mahunka 1985. Basilobelba insularis ingår i släktet Basilobelba och familjen Basilobelbidae. Inga underarter finns listade.